# المستعمرة (فلم 2021)
المستعمرة (بالإنجليزية: The Colony) ويعرف أيضا باسم Tides هو فيلم خيال علمي تم إنتاجه في ألمانيا وسويسرا وصدر سنة 2021 بطولة سارة صوفي بوسنينا ونورا أرنزيدير وإيان غلين وجويل بسمان ومن إخراج تيم فيلباوم.

## القصة
في المستقبل البعيد، يجب على رائدة فضاء، غرقت على الأرض التي دمرت لفترة طويلة، أن تقرر مصير سكان الأرض القاحلة المتبقية.

## وصلات خارجية
المستعمرة على موقع IMDb (الإنجليزية)
- المستعمرة على موقع روتن توميتوز (الإنجليزية)
- المستعمرة على موقع قاعدة بيانات الفيلم (الإنجليزية)
- المستعمرة على موقع ليتربوكسد (الإنجليزية)
- المستعمرة على موقع كينوبويسك (الروسية)